# プロアマヌリン
プロアマヌリン(Proamanullin)は、環状ペプチドである。テングタケ属のキノコに含まれるアマトキシン類の1つである。

## 毒性
他のアマトキシン類と同様に、プロアマヌリンはRNAポリメラーゼIIの阻害剤となる。摂取されるとRNAポリメラーゼIIと特異的に結合して、効率的に肝細胞の細胞溶解を引き起こす。